# Alejandra Castro
Alejandra Castro Bonilla (n. San José, 1974) es una abogada y poetisa costarricense.

## Biografía
Nació en San José, 1974. Estudió Derecho en la Universidad de Costa Rica, donde obtuvo una Maestría en Literatura Española. Posteriormente, realizó estudios de posgrado en la Universidad Complutense de Madrid, España.  Es especialista en Derechos de Autor, máster en Literatura Española de la Universidad de Costa Rica y máster en Derecho Informático de la Universidad Complutense de Madrid. Ha realizado estudios Doctorales en la Universidad Complutense de Madrid. Fundó y dirigió durante cuatro años, la Maestría en Propiedad Intelectual de la Universidad Estatal a Distancia.
Castro fue miembro fundadora del Colectivo Literario octubre Alfil 4 y de la Asociación Costarricense de Escritoras Archivado el 22 de julio de 2018 en Wayback Machine..

## Reconocimientos
En 1993 obtuvo el Premio CEULAJ por su libro Desafío a la Quietud; y una beca por parte del Gobierno de España para participar como representante de Costa Rica en el Primer Encuentro Internacional de Escritores: Literatura y Compromiso, que se celebró en Málaga, España. En 1998 obtuvo el Premio Joven Creación otorgado por la Editorial Costa Rica, por su obra Tatuaje Giratorio. Además, fue finalista del Premio Internacional de Poesía Jaime Sabines y de los Juegos Florales de Quetzaltenango.

## Obra
- Desafío a la quietud (San José: Líneas Grises, 1992).
- Loquita (San José: EUCR, 1996).
- Tatuaje giratorio (San José: EUCR, 1998).
- Hay milagros peores que la muerte (San José: ECR, 2002).
- No sangres (San José: ECR, 2006).
- Juro la noche (San José: EUCR, 2008).